# V766 Centauri
V766 Centauri, auch bekannt als HR 5171 oder HD 119796, ist ein Mehrfachstern-System im Sternbild Zentaur und etwa 3600 Parsec von der Erde entfernt. Der Spektraltyp des Primärsterns (Komponente Aa) schwankt zwischen G8Ia+ und K3Ia+ und seine Helligkeit schwankt unregelmäßig, unter anderem weil er ein bedeckungsveränderlicher Stern ist: Er hat einen sehr nahen, etwas heißeren Begleiter (Komponente Ab). Beide Sterne sind sich so nah, dass sie sich berühren. Ein weiterer Stern (Komponente B) umkreist das System.

## Entwicklung
Die Komponente Aa von V766 Centauri hatte eine Ausgangsmasse von 40 Sonnenmassen und befindet sich in seiner Entwicklung zu einem roten Hyperriesen. Dieser Stern stößt in gewaltigen Explosionen seine verbliebenen Hüllen ab, wobei seine Temperatur immer mehr zunimmt. Im weiteren Verlauf würde er sich zu einem blauen Überriesen oder Leuchtkräftigen Blauen Veränderlichen weiterentwickeln, wird aber vermutlich durch den Verlust seiner Hülle an seinen Partner (Komponente Ab) vorher in einer Supernova explodieren. Ein anderes mögliches Szenario wäre, dass er einen Teil seiner Hülle behält und dadurch mit seinem Begleiter stabil bleibt.

## Physikalische Eigenschaften
Das System wurde von der Europäischen Südsternwarte mit dem Very Large Telescope Interferometer (VLTI) untersucht. Die Beobachtungen ergaben, dass V766 Centauri Aa der größte bekannte gelbe Stern ist und er den 1300-fachen Durchmesser der Sonne hat. Er ist Teil eines Doppelsternsystems, wobei sein Partner so nah ist, dass sie sich berühren (engl.: contact binaries). Sie rotieren in 1300 Tagen. An die Stelle der Sonne versetzt, würde dieser Stern bis über die Jupiterbahn hinausreichen. Das Volumen von V766 Centauri Aa ist etwa 2,274 Milliarden Mal größer als das der Sonne. Er ist 50 Prozent größer als der rote Überriese Beteigeuze und eine Million Mal heller als die Sonne. Der nahe Begleiter Ab ist ebenfalls ein leuchtstarker Gelber Riesenstern, mit einem Radius von ungefähr einem Drittel des Primärsterns, mit ähnlicher Oberflächentemperatur. Er trägt jedoch nur zu einem geringen Teil der Gesamtleuchtkraft bei (etwa 12 %) und besitzt vermutlich nur ein Zehntel der Masse von V766 Centauri Aa. Diese Angaben stammen aus Modellrechnungen, da die Daten von beiden Sternen nicht ausreichend genug voneinander getrennt werden können.
Außerdem fand man heraus, dass V766 Centauri Aa mit der Zeit wächst und dass er einer der wenigen Sterne ist, die ihre Temperatur und ihre Größe gleichzeitig ändern: Während er größer wird, kühlt er gleichzeitig ab.
Zudem fanden die Astronomen heraus, dass der Stern nicht nur ein Doppel-, sondern ein Mehrfachstern-System ist. Der zweite Begleitstern, V766 Centauri B, umkreist die beiden engen Begleiter (Aa und Ab) in einer vergleichsweise weiten Umlaufbahn, mit einer Entfernung von mindestens 35.000 AU.
Der heiße ferne Begleiter V766 Centauri B ist ein blauer Überriese vom Typ B0, 316.000 mal so leuchtstark wie unsere Sonne. Obwohl dies fast die Hälfte der Bolometrischen Leuchtkraft des Primärsterns ist, erreicht er optisch nur eine um drei Magnituden geringere Helligkeit, da ein großer Teil seiner Strahlung im nicht-sichtbaren UV-Bereich abgegeben wird.
Die hohe Leuchtkraft, die riesige Größe und der Massentransfer mit seinem kleineren Begleiter machen V766 Centauri Aa zu einer sehr selten vorkommenden Art von Sternen, die bis jetzt noch nicht sehr intensiv untersucht wurde.

Zeitliche Entwicklung des Sterns, aufgenommen mithilfe des VLTI